# Lamí vlna

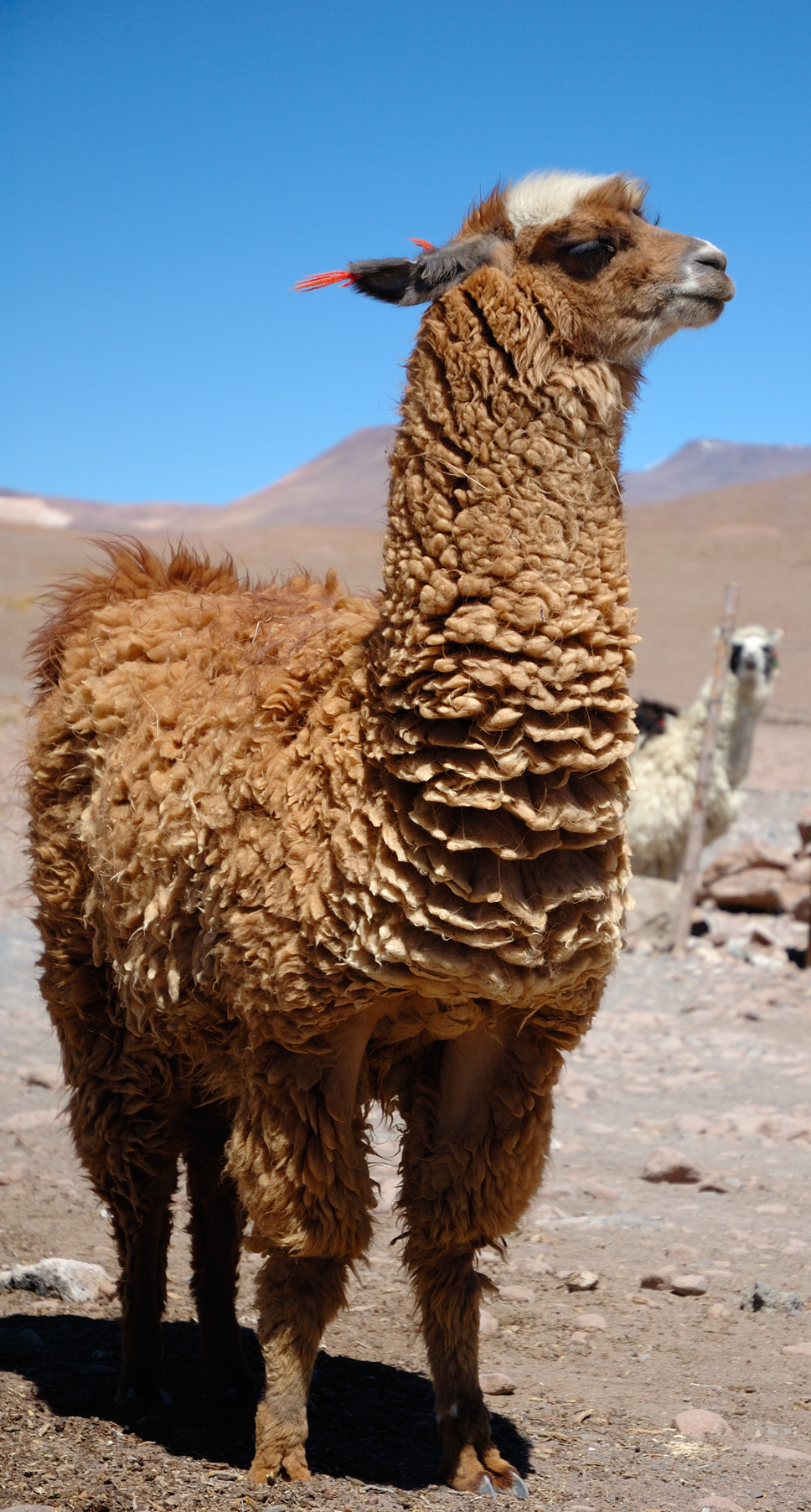
Lama z jižní Bolívie

Lamí vlna je textilní surovina ze srsti lamy, přežvýkavce z čeledi velbloudovitých (Camelidae). 

## Historie
Divoké lamy byly ochočeny v Andách před vice než 5000 lety. Systematický chov a získávání vlny ze srsti zvířat zavedli Inkové (asi od 13. století), ten však byl po invazi Španělů zanedbaný. Teprve ve 20. století se zvýšila ve světě poptávka po lamí vlně a od začátku 21. století se z celkového chovu asi 3,5 milionu zvířat (z toho 2 miliony v Bolívii) získává ročně cca 4000 tun surové vlny, ve 2. dekádě se se dodávky zvýšily na 6000 tun. 90 % lamí vlny pochází z jižního Peru, kde se lamí vlnou zabývá asi 20 000 obyvatel.

## Stříž

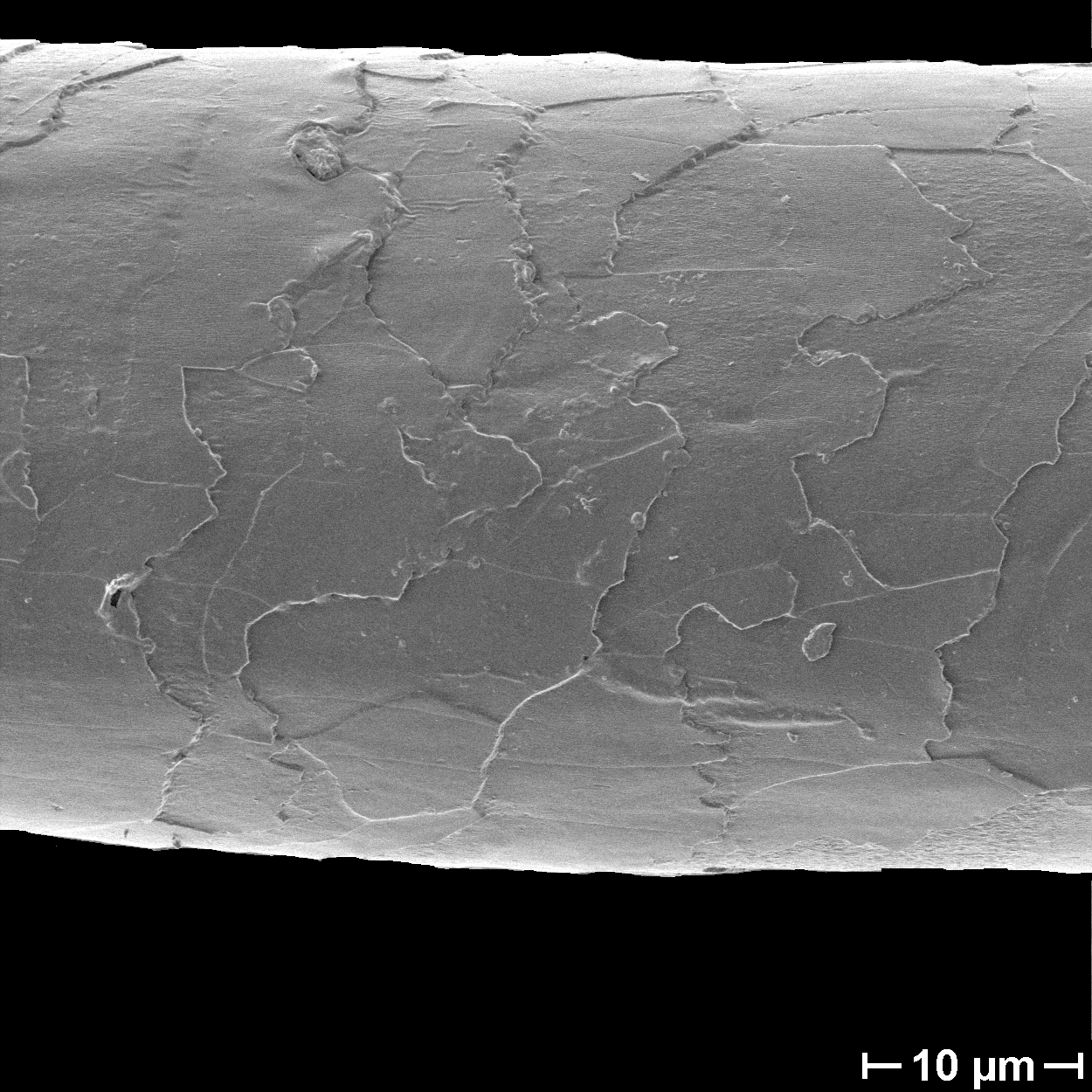
Vlákno lamí vlny 3000x zvětšené

Stříž se provádí jednou za dva roky, kdy se počítá s výnosem 2,5 kg surové vlny na zvíře. Menší část vlny se získává kartáčováním srsti.

## Vlastnosti vláken
S výjimkou nejjemnějších, obsahují všechna vlákna dřeň, maximálně 20 % srsti jsou hrubé chlupy. Jemnost spřadatelných vláken od lamy Suri se udává s 10–15 µm a od lamy Huacaya s 22–25 µm, délka 65–75 mm. Srst lamy se vyskytuje až ve 22 barevných odstínech (nejdražší jsou bílá vlákna prodávaná za cca 17 €/kg).
Vlákna lamy se snadno barví, jsou velmi hřejivá, neobsahují lanolin, nesrážejí se a nežmolkují po praní. Výrobky z lamy jsou třikrát trvanlivější než textilie z ovčí vlny.
Vlákna na omak chladí (tím se odlišují od ovčí vlny či umělých materiálů).

## Zpracování lamí vlny

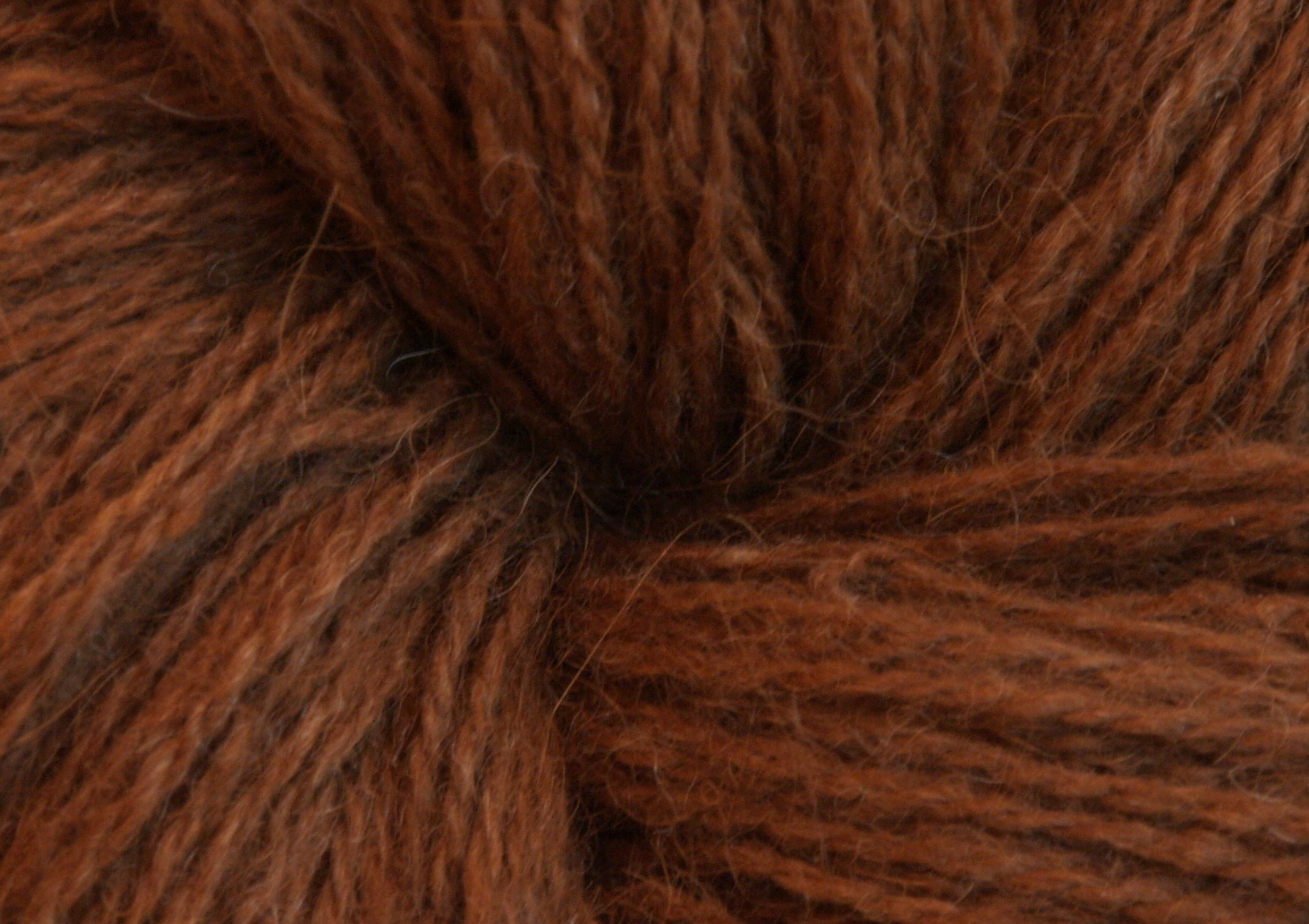
Ručně předená lamí příze

O způsobech průmyslové výroby příze z lamí vlny a vlastnostech příze nebylo dosud (2016) nic publikováno. Známé jsou jen ukázky ruční výroby příze
a laboratorních pokusů na strojích pro výrobu příze z ovčí vlny. Vlákna z lamy se často spřádají ve směsi s ovčí vlnou.
Tkaniny se tradičně z lamí příze vyráběly s pomocí jednoduchých nástrojů nebo tzv. prstovým tkaním.
O podmínkách strojní výroby tkanin a pletenin z lamí příze není veřejně nic známo.

## Použití textilií z lamí vlny
příze na ruční pletení, pletené a tkané oděvy
Kvalitní výrobky ze 100 % alpaky z vláken s jemností do 23 µm se označují cejchem se zlatým podkladem, s jemností do 23,5 µm se stříbrným podkladem.